# Харченко Анастасія
Анастасі́я Ха́рченко (12 грудня 1989) — українська тенісистка.

## З життєпису
Народилася 1989 року. Почала займатися тенісом у віці десяти років на грунтових кортах. Брала участь у турнірах ITF Women's World Tennis Tour, де виграла три титули в одиночному розряді та шість у парному розряді.
2012 року вийшла у чвертьфінал «10-тисячника» в Гейнсвіллі (США).
Свій останній турнір зіграла в березні 2017 року у Анталії.